# 黄翔 (摄影家)
黄翔（1904年—1990年1月26日），湖北长阳人，原名黄衍缵，曾用名黄强，字少愚、扫夷，中国政治人物、军事人物、摄影家，中华民国陆军少将，中国国民党革命委员会中央委员会常务委员，中国摄影家协会副主席，第二、三、四、五、六届全国政协委员。